# 1954年中華民國總統選舉

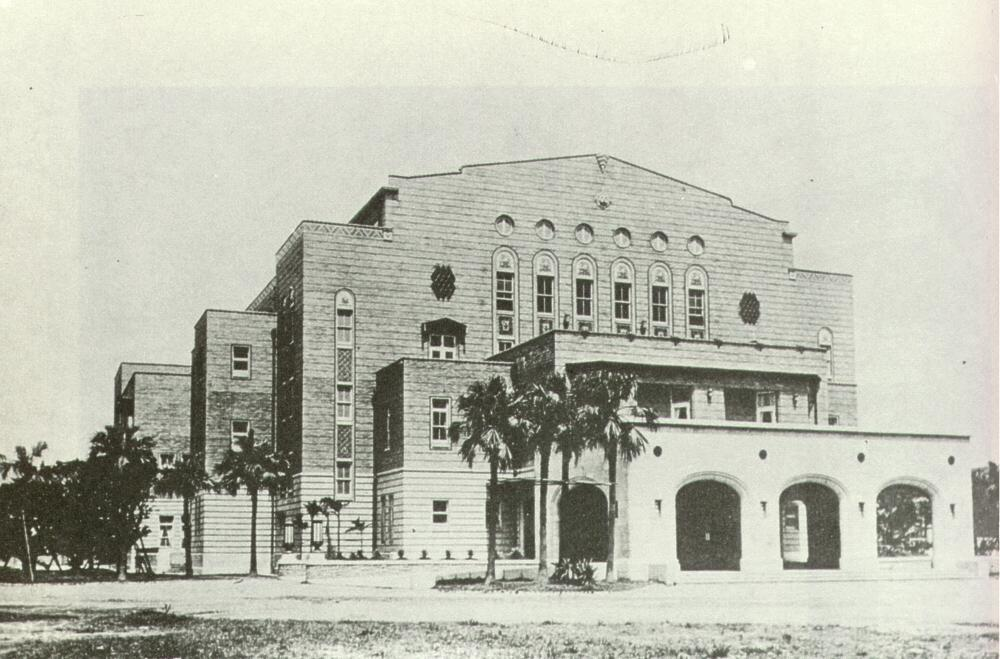
1954年中華民國總統選舉的地點：中山堂

1954年中華民國總統選舉，即中華民國第二任總統副總統選舉，選舉方式為國民大會代表（以下簡稱國大代表）參與投票的間接選舉，選舉地點則是在臺灣臺北中山堂。
經過兩輪投票後，第一組的中國國民黨總統候選人蔣中正以1,507票懸殊比數擊敗獲得48票的中國民主社會黨對手徐傅霖，以95.8%的高投票率連任第二任中華民國總統。另外，時任行政院院長陳誠則當選第二任副總統。此次選舉也是中華民國政府遷台後國民大會間接選舉總統時期唯一一次差额选举。

## 背景
1949年，第二次國共內戰失敗的中華民國政府退守至台灣。
為了維持治理台灣等中華民國疆域的合法性，實際統治範圍從整個中國變成只剩下台灣及大陸沿海少數島嶼的中華民國政府於1954年2月，舉行了行憲以來的第二次總統選舉。具體日期為1954年2月19日至1954年5月20日，總統由國大代表投票產生，正式名稱為「中華民國第二任總統選舉」。

## 選前罷免李宗仁
當時國民大會代表簽署的李宗仁副總統罷免案，法定手續未完備，而監察院的彈劾案程序已完備，故僅監察院彈劾案列入大會議程:258。
監察院於1952年1月12日通過的彈劾案依憲法向國民大會提出，同月16日國民大會秘書長將案卷函送立法院院長，依法召集國民大會臨時會，但期間因國民大會代表人數不足故未集會，直到1953年12月人數始足法定名額，當時應通告集會，但依憲法，國民大會應於1954年2月19日集會，考慮到會期過近，後立法院長張道藩引用大法官釋字29號（依憲法第29條召集的國民大會可行使第30條召集臨時會時的職權）不召集臨時會:258。
1954年3月10日，第一屆國民大會第二次會議第六次大會，就監察院彈劾案依當時《總統副總統選舉罷免法》第9、10、12條規定決議是否罷免，出席大會代表1,486人，無記名投票同意者1,403人，過法定人數成功罷免副總統李宗仁，並經大會決議「改選在即，副總統遺缺不再補選」:259。

## 二輪投票
同年3月22日，中華民國第二任總統選舉正式舉行，而該選舉集會的選舉團主席為國大代表之一——胡適。
經過總統法定提名程序後，在被選舉人方面，共有兩政黨的兩組候選人分別參與總統選舉與副總統選舉。分別為編號第一號，由國民黨提名的時任總統蔣中正。而編號第二的總統候選人，則是民社黨的徐傅霖。另外在副總統方面，則有國民黨候選人陳誠與民社黨的石志泉參選。而總人數為3,045的國大代表中，1954年3月22日上午於台北中山堂參與投票者為1,573名。
根據當時中華民國憲法，選舉總統或副總統皆由國大代表以間接選舉方式執行，另外當時總統副總統選舉法第四條第三項言明，總統候選人為兩名以下（包括同額競選）的情況下，首輪總統或副總統選舉需要國大代表總人數（3,045名）一半同意（1,523名）情況，才能確認當選，不然則必須舉行第二輪投票。然後於第二輪中「重行投票圈選一名」獲得總統當選。（不必超過3,045名國大代表的半數）。
3月22日該選舉首輪投票時，發生的國大代表選舉人人數不足，無法以絕對多數產生當選人的情況。在接近一半法定人數（即國大代表）滯留中國大陸無法投票的窘境下，該總統選舉的首輪投票中，並沒有任何候選人超過半數（1,523）。
首輪投票無法產生中華民國總統後，除了經主席胡適宣佈投票結果與重新選舉外，該集會的1,573名國大代表隨即舉行第二輪投票。在依法採計第二輪投票結果後，產生了中華民國第二任總統。

## 得票情形
| 參選職位 | 候選人 | 政黨 | 政黨           | 得票  | 得票   | 當選 |
| -------- | ------ | ---- | -------------- | ----- | ------ | ---- |
| 參選職位 | 候選人 | 政黨 | 政黨           | 票數  | 得票率 | 當選 |
| 總統     | 蔣中正 |      | 中國國民黨     | 1,507 | 96.91% | 當選 |
| 總統     | 徐傅霖 |      | 中國民主社會黨 | 48    | 3.09%  |      |
| 副總統   | 陳誠   |      | 中國國民黨     | 1,417 | 92.86% | 當選 |
| 副總統   | 石志泉 |      | 中國民主社會黨 | 109   | 7.14%  |      |

- 上列得票數均採計第二輪投票票數。

## 備註
- 1948年3月29日於南京市集會確認的國大代表為2,841名（該處表述有誤，有多名未出席第一次會議的國大代表後來出席第二次會議，例如僑民第一區的周蔡鳳有，台灣省農會的洪元煌等等）。1954年2月於台北報到的國大代表人數為1,578名，實際行使總統投票權則為1,573名。其中台灣選出的國大代表共有18位。
- 1950年中華民國立法院修法，將國民大會開會人數從二分之一改成三分之一。
- 李宗仁彈劾案由監察院監察委員的三分之二通過提出。
- 該次選舉中，總統選舉廢票為18票，副總統選舉廢票為47票。
- 副總統亦為第二次投票才選出。